# 楊喬
楊喬（?—?），会稽郡乌伤县（今浙江省义乌市）人，东汉官员。
楊喬高祖父楊茂，本是河东人，从汉光武帝征伐，为威寇将军，封乌伤新阳乡侯。建武年间就国，传封三世，有罪国除。父亲楊扶，交阯刺史，有治理之名。楊喬担任尚书，容貌仪态伟丽，多次上言政事，称：「臣伏念二千石，典牧千里。」楊喬曾经上書推薦孟嘗。汉桓帝欣赏他的才貌，下诏把公主许配给他，杨乔推辞，桓帝不听，于是闭口不食，七日而死。其弟杨琁。